# 假秦艽
假秦艽（学名：Phlomis betonicoides）为唇形科糙苏属下的一个种。